# Chapleau (ancienne circonscription fédérale)
Pour les articles homonymes, voir Chapleau.
Chapleau fut une circonscription électorale fédérale dans la région de Gatineau en Outaouais au Québec. Elle fut représentée de 1935 à 1968.
La circonscription a été créée en 1933 à partir des circonscriptions de Berthier—Maskinongé, Champlain, Joliette, L'Assomption—Montcalm, Pontiac et Trois-Rivières-et-Saint-Maurice. Abolie en 1967, elle fut redistribuée parmi Abitibi, Berthier, Champlain, Portneuf et Villeneuve.
Une nouvelle circonscription nommée Chapleau a été créée en 1987 avant d'être renommée Gatineau—La Lièvre en 1988.

## Géographie
En 1947, la circonscription de Chapleau comprenait:
- Les villes de Buckingham, Gatineau, Masson et Thurso
- La municipalité de Notre-Dame-du-Laus dans le comté de Labelle
- Les cantons de Lochaber et Lochaber-Partie-Ouest, Mulgrave-et-Derry, les municipalités d'Ange-Gardien, Bowman, Mayo, Notre-Dame-de-la-Salette, Saint-Sixte, Val-des-Bois et Val-des-Monts dans le comté de Papineau

## Députés
1. 1935-1940 — François Blais, Libéral indépendant
2. 1940-1945 — Hector Authier, Libéral
3. 1945-1957 — David Gourd, Libéral
4. 1957-1958 — Charles-Noël Barbès, Libéral
5. 1958-1962 — Jean-Jacques Martel, Progressiste-conservateur
6. 1962-1968 — Gérard Laprise, Crédit social

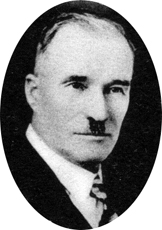
François Blais est député de Chapleau de 1935 à 1940

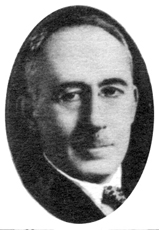
Hector Authier est député de Chapleau de 1940 à 1945